# (24101) Cassini
(24101) Cassini – planetoida z grupy pasa głównego asteroid okrążająca Słońce w ciągu 4 lat i 113 dni w średniej odległości 2,65 j.a. Została odkryta 9 listopada 1999 roku w Fountain Hills Obserwatory w Arizonie przez Charlesa Juelsa. Nazwa planetoidy została nadana na cześć włoskiego astronoma Giovanni Cassiniego, odkrywcy 4 księżyców Saturna i przerwy w jego pierścieniach. Przed nadaniem nazwy planetoida nosiła oznaczenie tymczasowe (24101) 1999 VA9.